# Stasys Jukna
Stasys Jukna (* 1953) ist ein litauischer Mathematiker und Informatiker.

## Leben
Jukna studierte 1971–1976 Mathematik an der Universität Vilnius. Er promovierte 1980 an der Lomonossow-Universität Moskau in Mathematik und habilitierte sich 1999 in Informatik an der Universität Trier. Titel seiner Habilitationsschrift war Combinatorics of Finite Computations: The Lower Bounds Problem.
Seit 1981 arbeitet er am Institut für Mathematik und Informatik der litauischen Akademie der Wissenschaften, seit 2007 als Principal Investigator. Daneben ist er seit 2000 Privatdozent an der Johann Wolfgang Goethe-Universität Frankfurt am Main.

## Werke
- Extremal combinatorics. With applications in computer science. Texts in Theoretical Computer Science. Berlin: Springer (2001).
- Crashkurs Mathematik für Informatiker. Leitfäden der Informatik. Wiesbaden: Teubner (2008).
- Boolean function complexity. Advances and frontiers. Algorithms and Combinatorics 27. Berlin: Springer (2012).